# Jaejae
Lee Eun-jae (em coreano:  이은재; nascida em 7 de setembro de 1990), conhecida profissionalmente como Jaejae (em coreano:  재재), é uma produtora, apresentadora e personalidade de televisão sul-coreana. Ela é mais conhecida como apresentadora do MMTG.

## Filmografia

### Séries de televisão
| Ano  | Título       | Rede | Papel                                        | Notas                                     | Ref.  |
| ---- | ------------ | ---- | -------------------------------------------- | ----------------------------------------- | ----- |
| 2020 | Pop Out Boy! | MBC  | Cabeleireira, professora de arte e fotógrafa | Participação especial (episódio 3, 4 e 9) | [ 2 ] |
| 2021 | Awaken       | tvN  | Garçonete                                    | Participação especial (episódio 13)       | [ 3 ] |

### Programas de televisão
| Ano  | Título                       | Rede | Papel            | Notas          | Ref.  |
| ---- | ---------------------------- | ---- | ---------------- | -------------- | ----- |
| 2020 | Hidden Golden Tracks Concert | SBS  | Apresentadora    | Também como PD | [ 4 ] |
| 2021 | Long Live Independence       | JTBC | Membro do elenco |                | [ 5 ] |

### Webséries
| Ano           | Título                          | Plataforma | Papel            | Notas           | Ref.         |
| ------------- | ------------------------------- | ---------- | ---------------- | --------------- | ------------ |
| 2018–presente | MMTG                            | YouTube    | Apresentadora    | Programa da SBS | [ 6 ]        |
| 2021–2022     | Girls High School Mystery Class | TVING      | Membro do elenco | Temporadas 1–2  | [ 7 ] [ 8 ]  |
| 2021          | Idol Dictation Contest          | TVING      | Membro do elenco | Temporadas 1–2  | [ 9 ] [ 10 ] |

### Apresentação
| Ano  | Título                       | Rede          | Notas               | Ref.   |
| ---- | ---------------------------- | ------------- | ------------------- | ------ |
| 2022 | 11.º Gaon Chart Music Awards | Mnet e V Live | Com Sieun e Doyoung | [ 11 ] |

## Prêmios e indicações
| Cerimônia de premiação   | Ano  | Categoria                               | Indicado / Trabalho                                     | Resultado | Ref.   |
| ------------------------ | ---- | --------------------------------------- | ------------------------------------------------------- | --------- | ------ |
| Baeksang Arts Awards     | 2021 | Melhor Artista de Variedades - Feminino | Long Live Independence Girls’ High School Mystery Class | Indicada  | [ 12 ] |
| Brand of the Year Awards | 2020 | Programa do Ano – Entretenimento na Web | MMTG                                                    | Venceu    | [ 13 ] |